# Dicranoloma grossialare
Dicranoloma grossialare là một loài rêu trong họ Dicranaceae. Loài này được Müll. Hal. ex Dixon mô tả khoa học đầu tiên năm 1913.